# Liste des albums musicaux numéro un au Billboard 200 en 2020
Cette page présente les albums musicaux numéro 1 chaque semaine en 2020 au Billboard 200, le classement officiel des ventes d'albums aux États-Unis établi par le magazine Billboard. Les cinq meilleures ventes annuelles sont également listées.

## Classement hebdomadaire
| Date         | Artiste(s)                 | Titre                                 | Référence |
| ------------ | -------------------------- | ------------------------------------- | --------- |
| 4 janvier    | Harry Styles               | Fine Line                             |           |
| 11 janvier   | JackBoys et Travis Scott   | JackBoys                              |           |
| 18 janvier   | Roddy Ricch                | Please Excuse Me for Being Antisocial |           |
| 25 janvier   | Selena Gomez               | Rare                                  |           |
| 1er février  | Eminem                     | Music to Be Murdered By               |           |
| 8 février    | Roddy Ricch                | Please Excuse Me for Being Antisocial |           |
| 15 février   | Lil Wayne                  | Funeral                               |           |
| 22 février   | Roddy Ricch                | Please Excuse Me for Being Antisocial |           |
| 29 février   | Justin Bieber              | Changes                               |           |
| 7 mars       | BTS                        | Map Of The Soul: 7                    |           |
| 14 mars      | Lil Baby                   | My Turn                               |           |
| 21 mars      | Lil Uzi Vert               | Eternal Atake                         |           |
| 28 mars      | Lil Uzi Vert               | Eternal Atake                         |           |
| 4 avril      | The Weeknd                 | After Hours                           |           |
| 11 avril     | The Weeknd                 | After Hours                           |           |
| 18 avril     | The Weeknd                 | After Hours                           |           |
| 25 avril     | The Weeknd                 | After Hours                           |           |
| 2 mai        | DaBaby                     | Blame It on Baby                      |           |
| 9 mai        | YoungBoy Never Broke Again | 38 Baby 2                             |           |
| 16 mai       | Kenny Chesney              | Here and Now                          |           |
| 23 mai       | Nav                        | Good Intentions                       |           |
| 6 juin       | Gunna                      | Wunna                                 |           |
| 13 juin      | Lady Gaga                  | Chromatica                            |           |
| 20 juin      | Lil Baby                   | My Turn                               |           |
| 27 juin      | Lil Baby                   | My Turn                               |           |
| 4 juillet    | Lil Baby                   | My Turn                               |           |
| 11 juillet   | Lil Baby                   | My Turn                               |           |
| 18 juillet   | Pop Smoke                  | Shoot for the Stars, Aim for the Moon |           |
| 25 juillet   | Juice Wrld                 | Legends Never Die                     |           |
| 1er août     | Juice Wrld                 | Legends Never Die                     |           |
| 8 août       | Taylor Swift               | Folklore                              |           |
| 15 août      | Taylor Swift               | Folklore                              |           |
| 22 août      | Taylor Swift               | Folklore                              |           |
| 29 août      | Taylor Swift               | Folklore                              |           |
| 5 septembre  | Taylor Swift               | Folklore                              |           |
| 12 septembre | Taylor Swift               | Folklore                              |           |
| 19 septembre | Big Sean                   | Detroit 2                             |           |
| 26 septembre | YoungBoy Never Broke Again | Top                                   |           |
| 3 octobre    | Taylor Swift               | Folklore                              |           |
| 10 octobre   | Machine Gun Kelly          | Tickets to My Downfall                |           |
| 17 octobre   | 21 Savage et Metro Boomin  | Savage Mode II                        |           |
| 24 octobre   | Pop Smoke                  | Shoot for the Stars, Aim for the Moon |           |
| 31 octobre   | Taylor Swift               | Folklore                              |           |
| 7 novembre   | Luke Combs                 | What You See Is What You Get          |           |
| 14 novembre  | Ariana Grande              | Positions                             |           |
| 21 novembre  | Ariana Grande              | Positions                             |           |
| 28 novembre  | AC/DC                      | Power Up                              |           |
| 5 décembre   | BTS                        | Be                                    |           |
| 12 décembre  | Bad Bunny                  | El Último Tour Del Mundo              |           |
| 19 décembre  | Shawn Mendes               | Wonder                                |           |
| 26 décembre  | Taylor Swift               | Evermore                              |           |

## Classement annuel
Les 5 meilleures ventes d'albums de l'année aux États-Unis selon Billboard :
1. Post Malone - Hollywood's Bleeding
2. Lil Baby - My Turn
3. Roddy Ricch - Please Excuse Me for Being Antisocial
4. Harry Styles - Fine Line
5. Taylor Swift - Folklore

- Note : L'album Hollywood's Bleeding du rappeur Post Malone qui réalise la meilleure vente annuelle, est sorti en 2019 et s'est classé numéro 1 du Billboard 200 pendant cinq semaines non consécutives entre septembre et novembre 2019[2].

## Lien connexe
- Liste des titres musicaux numéro un aux États-Unis en 2020